# Koło z Ljubljansko barje

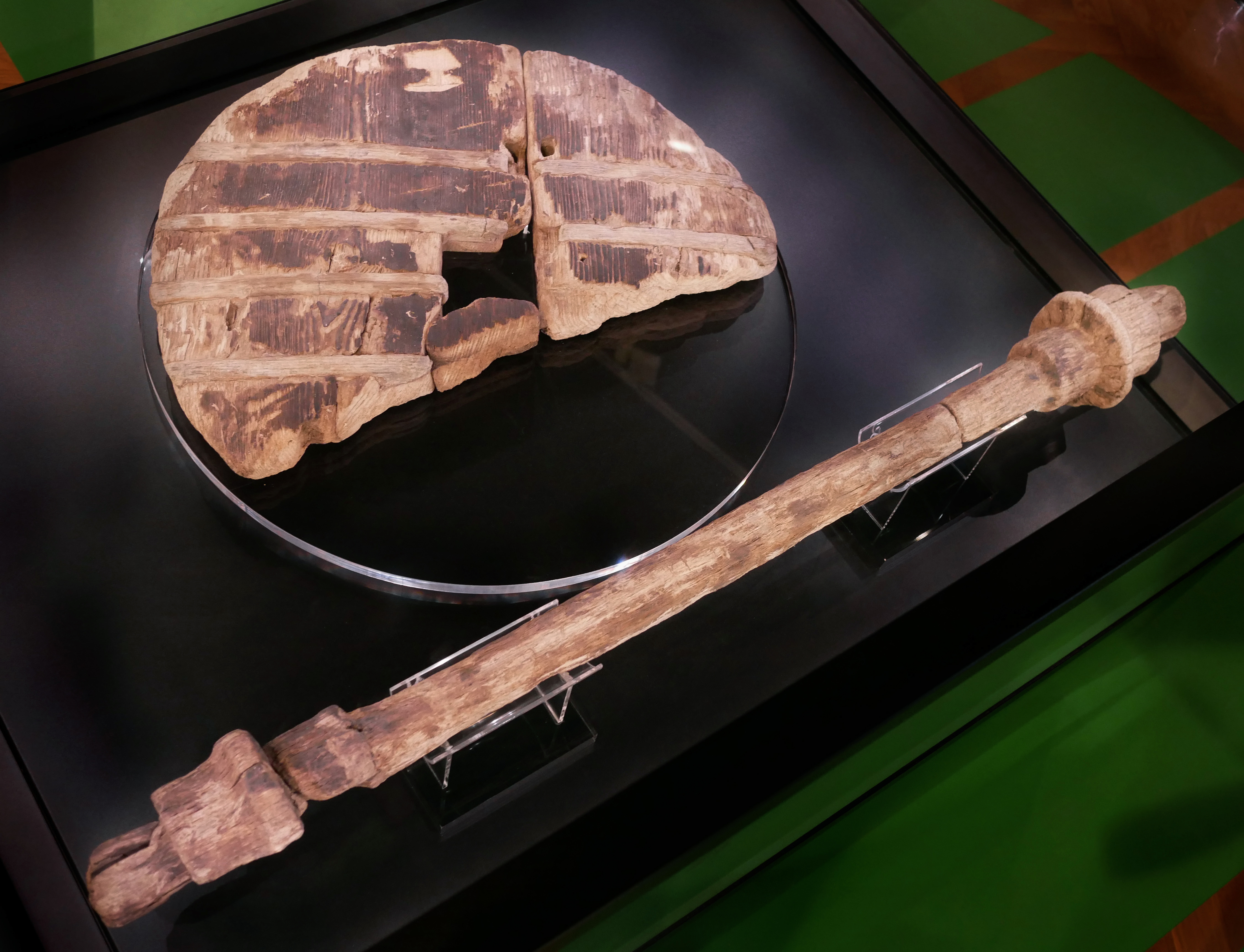
Zachowane fragmenty koła wraz z osią

Koło z Ljubljansko barje (słoweń. Ljubljansko barjansko kolo) – prehistoryczne drewniane koło wraz z towarzyszącą mu osią, odkryte w 2002 roku na torfowiskach Ljubljansko barje (Błotach Lublańskich) w środkowej Słowenii, w pobliżu miasta Vrhnika. Datowanie radiowęglowe wykazało, że liczy ono około 5100–5350 lat, co czyni je najstarszym znanym drewnianym kołem na świecie. Artefakt jest świadectwem zaawansowanych umiejętności technologicznych prehistorycznej ludności zamieszkującej ten region i obecnie znajduje się na wystawie w Muzeum Miejskim w Lublanie.

## Odkrycie
Koło zostało odkryte wiosną 2002 roku podczas prac archeologicznych prowadzonych na Ljubljansko barje, rozległym obszarze torfowisk na południe od Lublany. Znalezisko znajdowało się w warstwie torfu, co dzięki beztlenowym warunkom przyczyniło się do jego wyjątkowo dobrego stanu zachowania.

## Opis i datowanie
Koło wykonane jest z drewna jesionowego, natomiast towarzysząca mu oś z bardziej wytrzymałego drewna dębowego. Ma średnicę około 70 cm i grubość 5 cm oraz składa się z dwóch jesionowych desek połączonych czterema poprzecznymi klamrami. W centralnej części koła znajduje się kwadratowy otwór, w którym osadzona była dębowa oś o długości około 120 cm.
Datowanie radiowęglowe, przeprowadzone w laboratorium VERA (Vienna Environmental Research Accelerator) w Wiedniu, określiło wiek koła na około 5100–5350 lat (datowanie skalibrowane metodą C14). Oznacza to, że pochodzi ono z okresu eneolitu (epoka miedzi).

## Kontekst archeologiczny i znaczenie
Koło pochodzi z obszaru Ljubljansko barje, który w okresie neolitu i eneolitu był zamieszkany przez ludność budującą osady domów na palach nad brzegami jeziora lub na podmokłym terenie. Stanowiska archeologiczne osad palowych na Ljubljanskim barju zostały wpisane na Listę światowego dziedzictwa UNESCO jako część międzynarodowego wpisu Prehistoryczne osady na palach wokół Alp.
Odkrycie Lublańskiego koła z Barja ma istotne znaczenie dla badań nad historią technologii, w szczególności wynalezieniem i rozprzestrzenianiem się koła w Europie. Znalezisko dowodzi wysokiego poziomu umiejętności ciesielskich i technologicznych ówczesnych mieszkańców. Koło było prawdopodobnie częścią prostego, dwukołowego wozu lub taczki, używanego do transportu na trudnym, podmokłym terenie. Jest to najstarszy na świecie zachowany przykład drewnianego koła wraz z osią.

## Konserwacja i ekspozycja
Wyjątkowy stan zachowania koła zawdzięczany jest warunkom panującym w torfie. Po wydobyciu, aby zapobiec jego rozpadowi w wyniku wysychania, artefakt musiał przejść złożony proces konserwacji, polegający m.in. na stopniowym nasycaniu drewna specjalnymi substancjami. Obecnie Lublańskie koło z Barja jest centralnym eksponatem stałej wystawy w Muzeum Miejskim w Lublanie.